# King Arthur (Britten)
King Arthur was een radioprogramma dat op de BBC voor het eerst werd uitgezonden op 23 april 1937. Radioproducer Douglas Geoffrey Bridson had het verhaal van Koning Arthur omgezet naar een verhaal dat geschikt was voor uitzending via de radio. Het verhaal zou gespeeld worden door acteurs, die begeleid zouden worden door koor en orkest. De BBC gaf Benjamin Britten opdracht om de muziek te componeren en hij schreef van 19 maart tot 19 april 1937 de muziek, Britten kon als hij wilde zeer snel componeren. Het zijn veelal soundbites, soms wat langere stukken. King Arthur zou maar twee keer uitgezonden worden en Britten was niet tevreden over de manier waarop het geheel werd uitgevoerd. In tegenstelling tot de (volgens Britten) saaie teksten stond een door Clarence Raybould goed geleid London Symphony Orchestra en BBC Chorus. 
Het geheel verdween op de plank om nooit meer naar omgekeken te worden, hoewel Britten het kennelijk wel in zijn hoofd had zitten. Een wel aangeleverd maar nooit uitgevoerd gedeelte, dat de muzikale omschrijving van Galahad was, gebruikte hij later in zijn pianoconcert. Bij grondig onderzoek naar het werk van Britten (en diens leraar Frank Bridge, heeft Paul Hindmarsh aan de hand van een aantal fragmenten een suite in elkaar weten te zetten.
Deze suite bestaat uit vier delen en duurt circa 26 minuten:
1. Overture: Fanfare – introduction – The lady of the lake – Wedding march
2. Scherzo: Doom – Wild dance – Death Music – Wild dance
3. Variations: Galahad – Graal Music
4. Finale: Battle

## Orkestratie
Voor de radio-uitzending:
- sopranen, alten, tenoren en baritons
- 3 dwarsfluiten (III ook piccolo), 2 hobo’s,  2 3 klarinetten,(III ook esklarinet), 2 fagotten (II ook contrafagot)
- 4 hoorns, 3 trompetten, 2 trombones, 1 bastrombone, 1  tuba
- pauken, 2  man/vrouw percussie voor glockenspiel, triangel, bekkens, kleine trom, tenortrom, grote trom, 1 harp
- violen, altviolen, celli, contrabassen

## Discografie
- Uitgave Chandos: Suite door BBC Philharmonic o.l.v. Richard Hickox, een opname uit 1995/1996